# بيتر بارتون (مؤرخ عسكري)
بيتر بارتون (بالإنجليزية: Peter Barton)‏ هو مؤرخ عسكري بريطاني، ولد في 28 مارس 1955.

## وصلات خارجية
- بيتر بارتون على موقع IMDb (الإنجليزية)